# Nedelino
Nedelino (bulharsky Неделино) je město ležící v jižním Bulharsku, v jihozápadní části Východních Rodopů v údolích řeky Nedelinska reka a jejích přítoků. Je správním střediskem stejnojmenné obštiny a má přibližně 3 700 obyvatel.

## Historie
Místo bylo osídleno již Skyty. V římské době vznikla na nedalekém kopci pevnost, která byla od křesťanské éry nazývána Svata Nedelja podle tamějšího kostela zasvěceného svaté Dominice. Pevnost se krátce udržela i v počátku osmanské poroby a sloužila jako útočiště pronásledovaným obyvatelům. Blízká ves v údolí se postupně rozvinula v město a až do roku 1934 nesla název Uzun Dere (dlouhý potok).

## Obyvatelstvo
K 15. září 2024 ve městě žilo 3 658 obyvatel a bylo zde trvale hlášeno 3 966 obyvatel. Podle sčítání 1. února 2011 bylo národnostní složení následující:
- Bulhaři: 3 473 (99.7 %)
- ostatní[p 2]: 12 (0.3 %)